# چینیگلاوتسی
چینیگلاوتسی (به صربی: Činiglavci) یک روستا در صربستان است که در پیروت واقع شده‌است. چینیگلاوتسی ۳۳۱ نفر جمعیت دارد.